# Postiljonen från Lonjumeau

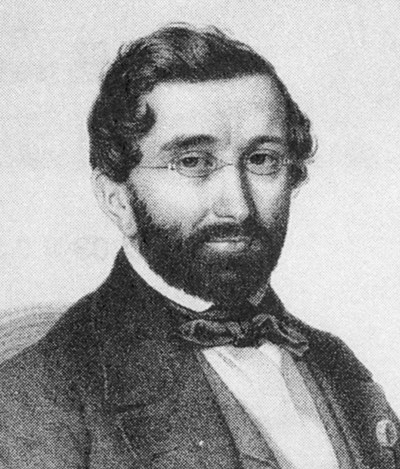
Adolphe Adam (c:a 1850).

Postiljonen från Lonjumeau, ( uttal (fil)), (Le Postillon de Lonjumeau) är en opéra comique i tre akter med musik av Adolphe Adam och med libretto av Adolphe de Leuven och Léon-Lévy Brunswick. Operan har blivit Adams mest framgångsrika verk och är det som (förutom baletten Giselle och julsången O helga natt) han är bäst känd för utanför hemlandet Frankrike. Operan är även känd för den svårsjungna tenorarian "Mes amis, écoutez l'histoire" med sitt krävande höga D i slutet av arian.

## Historia

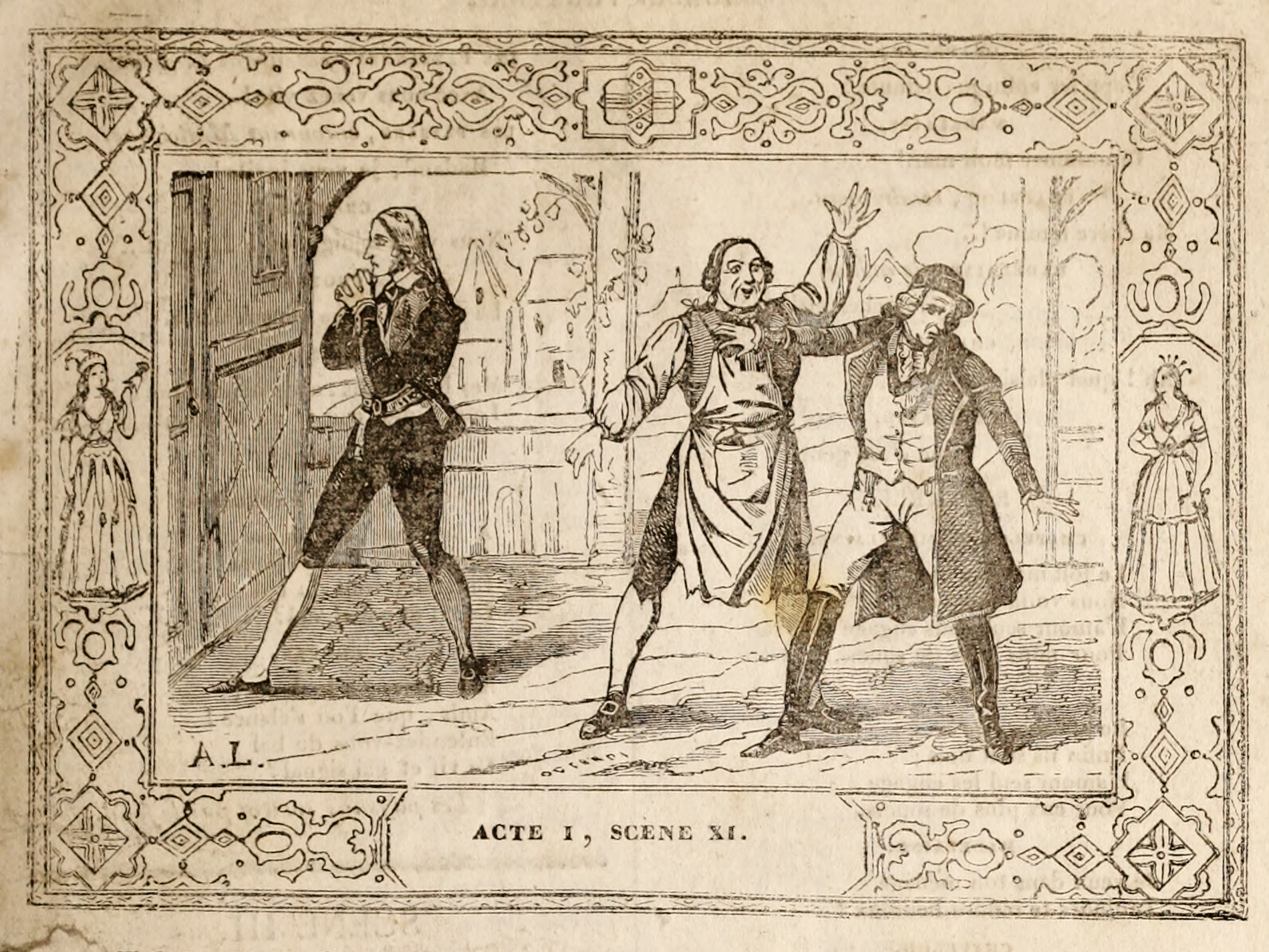
Illustration från omslaget till librettot (1836).

Adams mest framgångsrika opera parodierar sällskapslivets seder och operamässiga manér under 1700-talet. Verkets kanske mest kända aria är postiljonvisan i första akten, "Mes amis, écoutez l'histoire", där tenoren i sista strofen ska sjunga ett tvåstruket d2 - en av de högsta tonerna för en tenor i operarepertoaren. 
Uruppförandet ägde rum på Opéra-Comique i Paris den 13 oktober 1836. Den svenska premiären ägde rum på Stockholmsoperan den 11 februari 1839 med en version översatt av Lars August Weser och den iscensattes åter med premiär den 31 augusti 1952.

## Personer
| Roller                                    | Röstläge                      | Premiärbesättning 13 oktober 1836 (Dirigent: Henri Valentino) | Svensk premiärbesättning 11 februari 1839 (Dirigent: Johan Fredrik Berwald) |
| ----------------------------------------- | ----------------------------- | ------------------------------------------------------------- | --------------------------------------------------------------------------- |
| Madeleine, Chapelous hustru               | dramatisk koloratursopran     | Geneviève-Aimé-Zoë Prévost                                    | Mamsell Ficker                                                              |
| Rose, hennes kammarjungfru                | lyrisk sopran eller soubrette | Mme Roy                                                       | Wilhelmina Fundin                                                           |
| Chapelou, en postiljon                    | tenor                         | Jean-Baptiste Chollet                                         | Per Sällström                                                               |
| Le Marquis de Corcy, chef för Parisoperan | baryton                       | Edmond-Jules Delaunay-Ricquier                                | Fredrik Habicht                                                             |
| Biju, Chapelous vän                       | basbaryton                    | François-Louis Henry                                          | Lars Kinmansson                                                             |
| Bourdon                                   | bas                           | M. Roy                                                        | Pehr Adolf Wennbom                                                          |
| Kör                                       |                               |                                                               |                                                                             |

## Handling

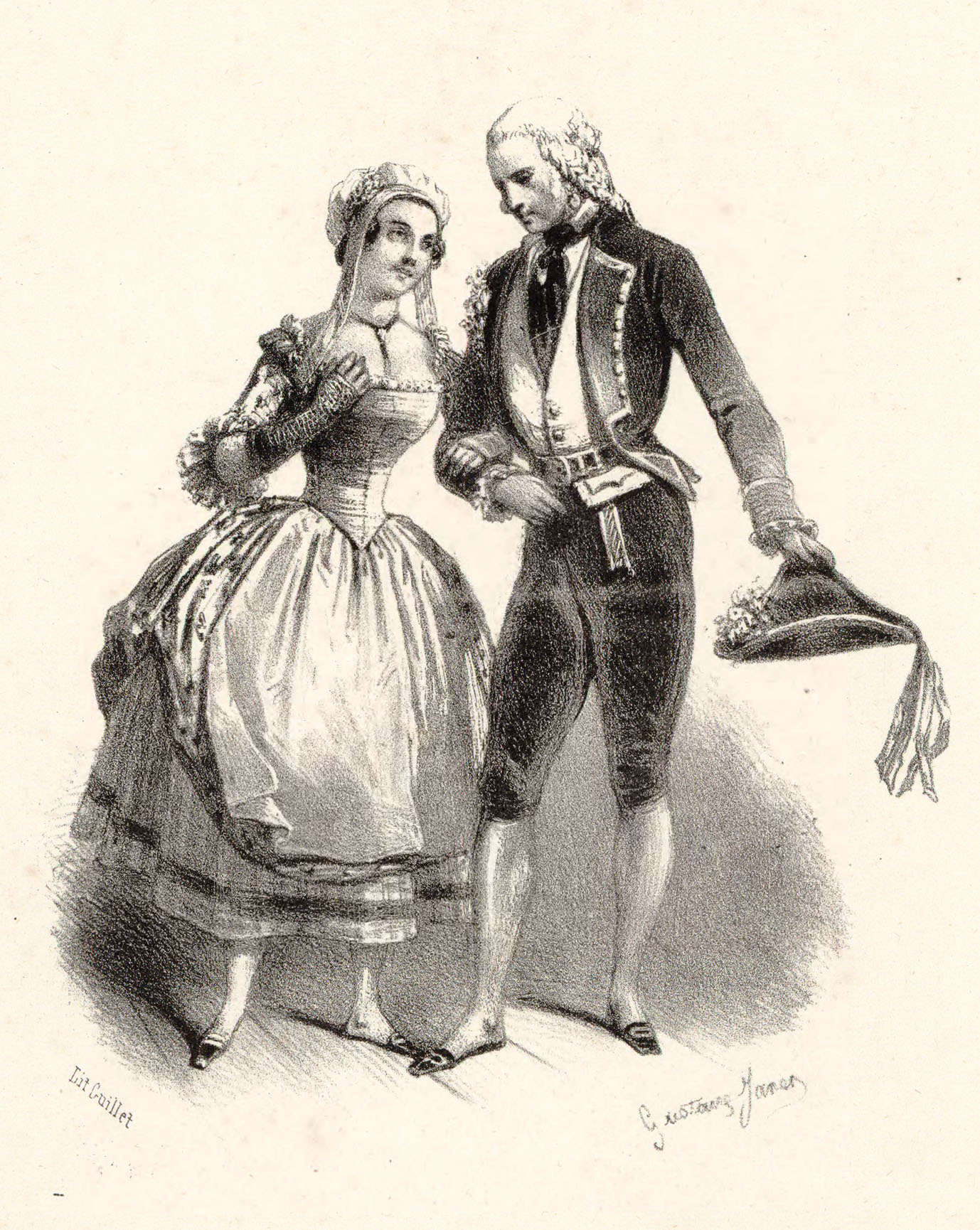
Madeleine och Chapelou.
Teckning av Gustave Janer (c:a 1836).

Handlingen kretsar kring postiljonen Chapelous öden. Denne har en briljant tenorstämma och upptäcks av intendenten för den kungliga operan, där han får engagemang. Speltiden är 2 timmar och 30 minuter.

### Akt I
Postiljonen Chapelou i Lonjumeau har just gift sig med Madeleine då markisen de Corcy kommer till hennes värdshus och ber om hjälp sedan hans vagn har gått sönder. de Corcy är ute och letar efter nya sångare till operan i Paris, och då han hör Chapelou sjunga sin postiljonsvisa ("Mes amis, écoutez l'histoire") blir han så entusiastisk att han erbjuder honom engagemang. Fastän Chapelou vet att hans nyblivna hustru väntar låter han övertala sig och åker iväg med de Corcy i dennes vagn, som Chapelous rival Bijou har reparerat. Bijou berättar triumferande för Madeleine att brudgummen har försvunnit, och Madeleine drar sig tillbaka till sin fasters egendom på landet

### Akt II
Tio år senare har Madeleine ärvt sin fasters förmögenhet och lever under namnet Madame de Latour, medan Chapelou under namnet Saint-Phar har blivit den ledande tenoren på operan. Madeleine har förgäves skrivit brev till sin försvunne äkta man i sitt eget namn, men de biljetter hon skickar som madame de Latour blir besvarade. Markis de Corcy har förälskat sig i henne och vill uppföra en liten opera för henne på hennes gods, men Saint-Phar avböjer att sjunga i den tills han får veta vem han skall sjunga för. Utan att känna igen Madeleine förklarar han henne sin kärlek, och säger att han är ogift och friar till henne, och hon accepterar honom. Han övertalar Bijou, som under tiden också har blivit sångare på operan under namnet Alcindor, att ordna så att en annan operasångare kommer utklädd till präst, men de Corcy har avlyssnat samtalet och röjer innehållet för madame de Latour, som genast sänder bud efter en riktig präst.

### Akt III

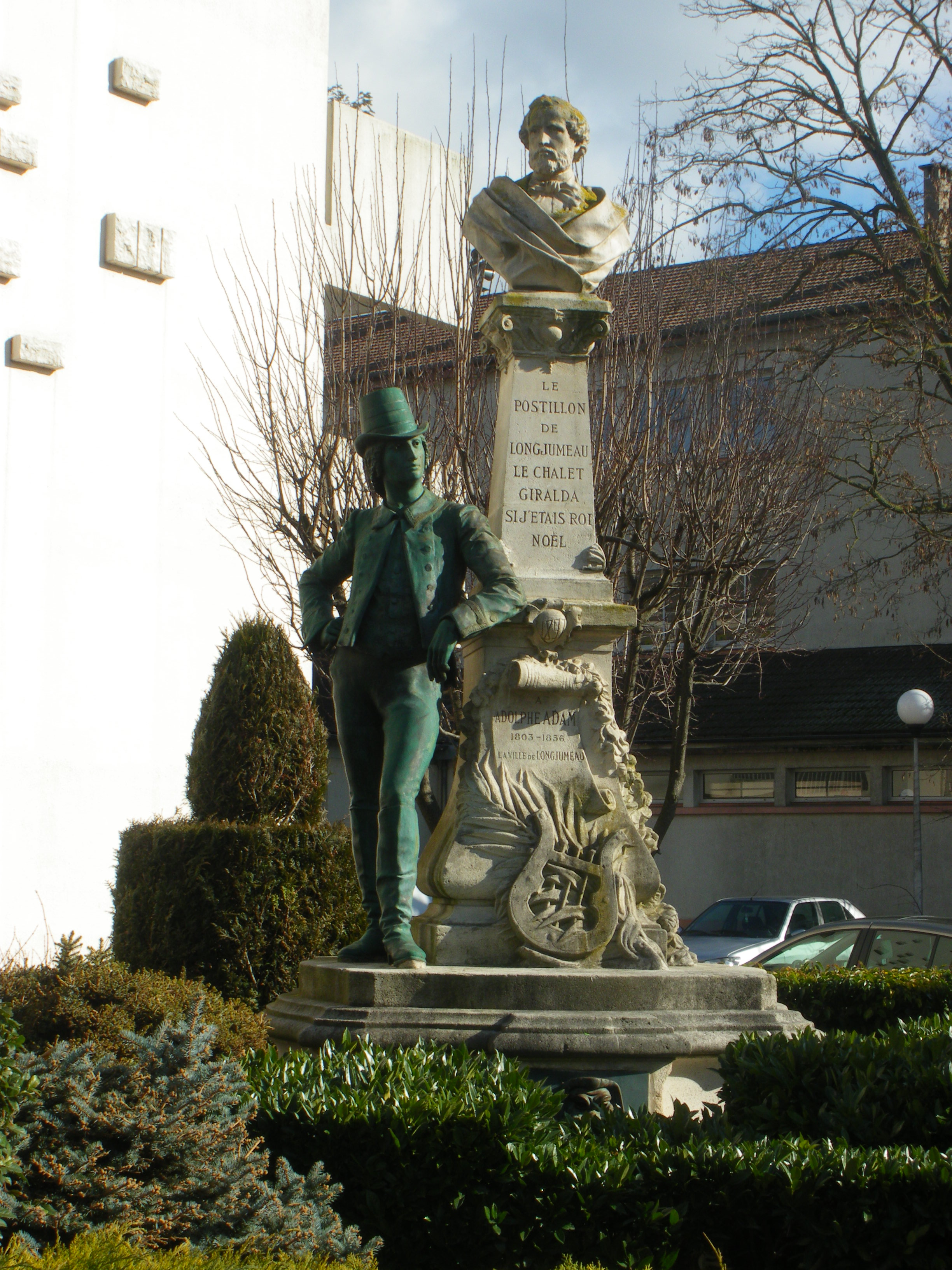
Bronsstaty av postiljonen i Longjumeau.

de Corcy blir mäkta vred över att madame de Latour gifter sig med Saint-Phar, men Alcindor avslöjar att brudgummen redan är gift. Markisen gnuggar händerna eftersom han kan få sin rival dömd till döden för tvegifte. Madeleine berättar för Saint-Phar vem hon är och säger att hon just har blivit anställd som kammarjungfru hos madame de Latour. Han blir skräckslagen. När de Corcy kommer med vakten för att gripa den förmodade bigamisten blottlägger Madeleine sitt dubbelspel och lättad lovar Saint-Phar att i framtiden vara en trogen äkta man.

## Filmversion
En film som bygger på operans handling är den tyska komedin Der König lächelt – Paris lacht  från 1936 i regi av Karel Lamač. Filmen hade svensk premiär 1937 med titeln Kärlekspostiljonen.